# Mozaik képregényújság

## A Mozaik története
A Mozaik az egyik legnépszerűbb képregényújság, amelyet először 1955-ben adtak ki az NDK-ban. Jelenleg a Mozaik a legrégebben megszakítatlanul futó német képregény. A képregényt a kezdetekben Hannes Hegen (eredetileg Johannes Hegenbarth; * 1925, † 2014) rajzolta és írta, az idők során munkáját egyre népesebb csapat támogatta. A képregény eleinte háromhavonta, majd havonta jelent meg. Főhőse a három manó Dig, Dag és Digedag (közös nevük: Digedagék), akik jellemükben nem sokban különböznek egymástól. A három manó a történelemben számos kalandot él meg: az egyes, általában egy-kétéves szériák egy-egy történelmi korhoz kötődtek: a manók így jártak az ókori Rómában, a világűrben, a nagy feltalálók korában, a középkori Velencében, a XIX. század végi Amerikában vagy a XIX. század eleji Török Birodalomban. 1975-ben a kiadó (Verlag Junge Welt) és Hannes Hegen összeveszett, ennek a következménye az lett, hogy a Mozaik bár folytatódott, de új szereplőkkel: Abrax, Brabax és Califax (közösen: Abrafaxok) elődeikkel ellentétben jól megkülönböztethetők egymástól: Abrax a bátor, néha vakmerő, Brabax a tudományok elkötelezettje, Califax a jószívű haspók. Az új főszereplőket Hegen munkatársa, Lona Rietschel tervezte meg, a lapot Hegen egykori munkatársai vitték tovább. A manók változatlanul történelmi korokon keresztül kalandoznak: jártak így többek között a Rákóczi-szabadságharc idején Magyarországon, de az ókori Egyiptomtól a világgazdasági válsággal érintett Amerikáig a legkülönbözőbb korokban és helyszíneken. Az egyes szériákban általában akad egy-egy szövetséges kísérő, és egy-egy ellenség, utóbbiak közül kiemelkedik a Mozaik talán legsikerültebb alakja, Csetepaté márki. A német egyesítés után a Verlag Junge Welt megszűnt, ezért 1992-től a Steinchen für Steinchen Verlag vette át a lapot. A lapot addig készítő törzsgárda kiöregedett és nyugdíjba mentek, az új munkatársak mind megjelenésében, mind történetszövésében jelentősen megújították az eredeti lapot, azonban a régi idők népszerűségét már nem tudták megtartani. A Mozaik a mai napig létezik, különösen az egykori keletnémet területeken hatalmas rajongótábora van. Külföldön viszont – Magyarország, Görögország és Spanyolország kivételével – eddig hosszabb távon nem tudott gyökeret ereszteni.

## Az Abrafaxok és más szereplők
A Hannes Hegen által megteremtett Mozaik alapkoncepciója az volt, hogy a három főszereplő különböző történelmi korokban (köztük a jövőben is) különböző helyeken keveredik kalandokba és a végén mindig az emberi jóság, segítőkészség és furfang segítségével legyőzi a gonoszokat. Az 1976-os váltás után is ezen alapelvek alapján készült el az új koncepció, de a szerzői jogok miatt a főszereplők megjelenése és neve is megváltozott. Az Abrafaxok megjelenése gyermeki, alacsonyabbak a felnőttszereplőknél, nincs bajuszuk, szakálluk, azonban nem gyermekek, hanem kortalanok. Az új koncepció alapján minden egyes történet egy a kultúrtörténetből ismert nevettető figura köré épül, akik mellé segítőként csatlakoznak az Abrafaxok. Ezt a koncepciót 1984-ig követték, utána a készítők fantáziája vezette a történeteket.
- Abrax: szőke, piros nadrágot és hosszú szárú csizmát visel. A katonai tudományok megszállottja, bátor és harcias.
- Brabax: vörös hajú, zöld nadrágot visel, cipővel. A tudományok kedvelője, furfangos gépeket szerkeszt és mindig megtalálja a racionális magyarázatot, megoldást.
- Califax: fekete hajú, kövérkés, kék nadrágot visel, cipővel. Mindig az evésen jár az esze, viszont nagyon jószívű és segítőkész, azonban furfangban elmarad két társától. Mindig hord magával rozmaringkivonatot, amit minden bajra gyógyírként használ.

Az Abrafaxok segítői:
- Harlekin: a Commedia dell’arte figurája, az Abrafaxok első barátja. Magas, vékony, szőke hajú figura, foltozott ruhában. Dalmáciában találkoznak és Velencében válnak el útjaik.
- Paprika Jancsi: középkori eredetű német komédiás figura, eredeti neve Hanswurst. Testes, joviális megjelenésű figura, megtestesíti a német kedélyességet. Ruházata jellegzetesen alpesi, osztrák, vagy bajor. Az Abrafaxok Ausztriában találkoznak vele és Magyarországra is együtt tartanak, ahol belekeverednek a Rákóczi szabadságharcba.
- Ludas Matyi: a magyar eredetű figura a Rákóczi szabadságharccal kapcsolatban, II. Rákóczi Ferenc egyik furfangos segítőjeként jelenik meg. Ruházata (amikor éppen nem álruhát visel) magyar, sőt, időnként cigány jellegű. Az 1980/1 sorszámú füzetben a klasszikus Ludas Matyi történet kerül feldolgozásra.
- Vermotte márki: francia főúr, XIV. Lajos francia király titkos követe II. Rákóczi Ferenchez. Magyarországot elhagyva az Abrafaxok Bajorországon keresztül Franciaországba utaznak vele.
- Don Quijote és Sancho Panza: Cervantes alakjai a spanyolországi és észak-afrikai kalandban segítik a főhősöket.
- Dzsuha: a középkori arab történetek kópé alakja. Testes, turbánt viselő figura, fülbevalókkal. Az észak-afrikai kalandban szegődik az Abrafaxok társának.
- Naszreddin Hodzsa: keleti eredetű középkori mesehős, aki furfangos okosságáról híres. Az Abrafaxok csak rövid ideig találkoznak vele Mezopotámia területén.
- Alex: teljes nevén Alexandrosz Papatentosz, Nagy Sándor egyik katonájának leszármazottja. Szakállas, fehér-kék tunikát visel, illetve ókori görög sisakja van. Naszreddin Hodzsánál találkoznak vele az Abrafaxok és követik az amazonok birodalmába, ahol Alex elnyeri az amazon királynő kezét és király lesz. Bohókás találmányai általában rosszul sülnek el. Egy év kihagyás után 1987-ben újra találkozik az Abrafaxokkal és segíti őket az aranyoszlop megtalálásában, majd a Maláj-szoros kalózainak legyőzésében.
- Csifi-csufi: jávai mitológiai alak (eredeti neve: Semar), a wayang árnyékszínház bölcs bohócfigurája. Ő az utolsó nevettető figura a Mozaik alapkoncepciójából, az Orang Laut népe sorozat után a szerzők szakítottak az eredeti tervvel. Csifi-csufi a kalózok szigetén élő túsz, a jávai király udvari bohóca. Bár nem jó a kapcsolata a kalózokkal, a szigeten szabadon mozoghat, ezért egy fa tetején épített házba költözik, távol a kalózok falujától. Megismerkedésüktől segíti a főhősöket az eltűnt királylány, Csandra megtalálásában.
- Onoe: egy japán szamuráj, Josicune hű fegyverhordozója, az Abrafaxok segítik abban, hogy a halott szamuráj utolsó kívánságát teljesíthesse és fiát szamurájjá nevelje.
- Jamató: a halott szamuráj fia, az Abrafaxok segítik a Japán elleni mongol támadás visszaverésében.
- Li: fiatal kertész, aki szerelmes Lu-ba, azonban annak apja csak olyan férfihoz hajlandó feleségül adni, aki akadémiai vizsgát tesz. Li leteszi és Jingdecsenbe megy, hogy kitanulja a porcelánfestés művészetét, ezzel is imponálva a porcelángyűjtő apának. A mongol helytartó, Macsó is Lu kezére pályázik, ezért minden eszközzel igyekszik megakadályozni Li sikerét, akit az Abrafaxok is segítenek.
- Floribert: Wackerstein grófjának fia, akit anyja kolostorba akar küldeni, amíg apja Itáliában harcol Barbarossa Frigyes seregében. Hetzel gróf elragadja tőlük Wackerstein várát, ezért Flóri és Abrax lovagnak állnak és Itáliába mennek, hogy megtalálják az eltűnt apát és a titkos tudást rejtő hétpecsétes könyvet.
- Sibylla: a delphoi jósda egyik jósnője, aki a főpappal, Skrotonosszal kerül konfliktusba, ezután az Abrafaxokkal előbb Olümpiába, majd Krétán keresztül Egyiptomba utazik. Egy időugrás után Tutankhamon fáraó idejében találják magukat és belekeverednek az Aton és Ámon hívek konfliktusába.
- Wido: fiatal német kereskedő, aki Eldorádót keresi. Az Abrafaxokkal Spanyolországban találkozik, ezután együtt utaznak át Dél-Amerikába és találják meg a titokzatos aranyvárost a dzsungelben Csetepaté márki fondorlatai ellenére. Francis Drake fogságába kerülve Angliába hajóznak, ahol Londonban rátalál a szerelemre is, azonban váratlanul megszakad a története.
- Loftus professzor: a londoni British Museum közel-keletre specializálódott régésze. Egy munkatársa (akiről a történet végén derül ki, hogy egyben a felesége is) táviratban értesíti egy titokzatos kincs megtalálásáról Ninive mellett. Loftus az Orient expresszel utazik a helyszínre, közben megismerkedik az Abrafaxokkal, akik segítenek neki túljárni a török kém, Ömer Yeralti eszén.

## A magyar Mozaik
Magyarországon 1971-től jelent meg az újság, az NDK-ban épp akkor futó vadnyugati történet került kiadásra, eléggé meglepő módon nem az elejétől, hanem a történet 27. számától (a Mozaik 178. számától). Mivel 1971-1972-ben csak öt szám jelent meg és csak 1973-tól volt havi megjelenés, a magyar kiadás egy év késéssel hozta ki a füzeteket. (1987-ben a Móra Ferenc Könyvkiadó megpróbálta pótolni a történet hiányzó elejét, ezért Digedagék Amerikában címmel kiadott egy 6 számot tartalmazó gyűjteményes kötetet, azonban ezt nem követte több.) A Hegennel való szakítás után 1976-tól az Abrafax számok az NDK-beli megjelenéshez képest egy hónap késéssel jutottak el Magyarországra. A magyar verzió kiadója is a Verlag Junge Welt volt, a nyomdai munkálatok is Lipcsében folytak, csak a kész lapok kerültek Magyarországra, ahol a Magyar Posta terjesztette. A fordító Dani Tivadar volt. 1990 júliusában jelent meg az utolsó szám, a német újraegyesítés előtti NDK-s gazdasági zűrzavar miatt a magyar kiadás mindenféle értesítés nélkül megszűnt, félbehagyva az akkor aktuális történetet.
A magyar Mozaik története 2001-ben folytatódott, amikor a Németországban 1994-től megjelent görög sorozatot kezdték kiadni, így az 1990-1993 között megjelent 43 szám kimaradt a magyar kiadásból. A magyar tulajdonosi körrel rendelkező Abrafaxe Kiadó gondozásában jelent meg az újság, amely régi népszerűségét nem tudta visszaszerezni, ezért a kiadás joga rövidesen átkerült az N-Press Kiadóhoz, majd a Ratius kiadóhoz. 2008-tól akadozni kezdett a kiadás, majd a kiadó 2009 októberében bejelentette, hogy a lap utcai terjesztése megszűnik, kizárólag előfizetők részére kerül kiadásra. Ez a változás sem hozta meg a javulást, 2010-ben csak hét szám készült el. A Ratius Kiadó Kft. 2010 novemberében felszámolás alá került. 2011 első felében egyetlen kiadvány sem jelent meg, 2011 júliusában a kiadást az azonos tulajdonosi körbe tartozó Időkapu Kiadó Kft. vette át, ennek gondozásában jelent meg az Abrafax könyvek és a Digedag könyvek egy-egy kötete. A Steinchen für Steinchen Verlaggal a kapcsolat megszakadt, ezért jelenleg csak az eltérő jogtulajdonosi hátterű (Hannes Hegen és Tessloff Verlag) Digedag könyvek sorozatának folytatására látszik esély: 2012-ben lezárult Irgum-Burgum lovag története és elkészült a Digedagék Amerikában sorozat első két kötete.

## Mozaik ma
2008 augusztusától az Amerika-sorozat jelent meg havonta. Az Abrafaxok az 1929-es év New Yorkjában éltek át újabb kalandokat. A lap kiadása 2010 decemberében a 102-es sorszámú füzettel megszakadt.
ISSN: 1587-5407 24 cm

## Magyar Mozaik füzetek
| Sorszám | Szám címe                    |
| ------- | ---------------------------- |
| 1971/1  | Veszedelmes titkok           |
| 1971/2  | A 'Louisiana' akció          |
| 1972/1  | Felfordulás Turtleville-ben  |
| 1972/2  | Tutajjal a Mississippin      |
| 1972/3  | Közjáték a Palace szállóban  |
| 1973/1  | Hajsza a folyón              |
| 1973/2  | Az egek királynője           |
| 1973/3  | A Szahara réme               |
| 1973/4  | Az arany nyomában            |
| 1973/5  | Hajóskapitány szárazon       |
| 1973/6  | A nagy csel                  |
| 1973/7  | A megvadult csorda           |
| 1973/8  | Veszélyben az aranykincs     |
| 1973/9  | Az aranybánya foglya         |
| 1973/10 | A rejtélyes tó titka         |
| 1973/11 | A csalódás völgye            |
| 1973/12 | Kaland a kikötőben           |
| 1974/1  | Botrány az ópiumbarlangban   |
| 1974/2  | Hajótörés a nyílt tengeren   |
| 1974/3  | A dzsungel árnyai            |
| 1974/4  | A világ legerősebb embere    |
| 1974/5  | A vonatrablók támadása       |
| 1974/6  | A vésztjósló távirat         |
| 1974/7  | Kalózok fogságában           |
| 1974/8  | A majomcsapda                |
| 1974/9  | Hajóroncs a Rettegés öblében |
| 1974/10 | Halálfejes lobogó alatt      |
| 1974/11 | Szökés az erődből            |
| 1974/12 | Kalózlázadás                 |
| 1975/1  | A felrobbantott híd          |
| 1975/2  | A titkos fegyverraktár       |
| 1975/3  | Hadihajó a láthatáron        |
| 1975/4  | Menekülés tűzön-vízen át     |
| 1975/5  | A nagy kaland vége           |

| Sorszám | Szám címe                |
| ------- | ------------------------ |
| 1975/6  | A szultán utolsó aranya  |
| 1975/7  | A szökött rabnő nyomában |

| Sorszám | Szám címe                         |
| ------- | --------------------------------- |
| 1975/8  | Párviadal Velencében              |
| 1975/9  | Az úszó erőd                      |
| 1975/10 | Váratlan farsangi fordulat        |
| 1975/11 | Egyszer volt Genovában bikaviadal |
| 1975/12 | Az áruló fény                     |
| 1976/1  | Vizes kalamajka                   |

| Sorszám | Szám címe                       |
| ------- | ------------------------------- |
| 1976/2  | A rejtélyes barlang             |
| 1976/3  | Cselre csel                     |
| 1976/4  | A megtépázott velencei oroszlán |
| 1976/5  | Az erdei kaland                 |
| 1976/6  | Titkos ösvényen                 |
| 1976/7  | A török basa sátrában           |
| 1976/8  | Különös álomkór                 |
| 1976/9  | A csata előtt                   |
| 1976/10 | A három túsz                    |
| 1976/11 | Tűz a hajón                     |
| 1976/12 | Álruhás küldetés                |
| 1977/1  | A szultán szelencéje            |
| 1977/2  | Kalandos találkozás             |
| 1977/3  | Üzenet a fakérgen               |
| 1977/4  | Égszakadás földindulás          |
| 1977/5  | A repülő kutya                  |
| 1977/6  | A pórul járt kalózok            |
| 1977/7  | Kalandos vizeken                |
| 1977/8  | Reményteljes kilátások          |
| 1977/9  | Titokzatos cselszövések         |
| 1977/10 | A komédia                       |
| 1977/11 | Az esküvő                       |
| 1977/12 | Az új dózse                     |
| 1978/1  | A függöny legördül              |

| Sorszám | Szám címe              |
| ------- | ---------------------- |
| 1978/2  | A csodadoktor          |
| 1978/3  | A csalóka paróka       |
| 1978/4  | Csalafinta céllövészet |
| 1978/5  | Erdei csetepaté        |
| 1978/6  | Fogadó "A Vademberhez" |
| 1978/7  | A védelmi vonal        |
| 1978/8  | A nagy fogás           |
| 1978/9  | Furfangos szöktetés    |
| 1978/10 | Balfogás               |
| 1978/11 | A hamis ezredes        |
| 1978/12 | Az eltűnt ezred        |
| 1979/1  | Kaland a barlangban    |
| 1979/2  | Álarcosbál Bécsben     |
| 1979/3  | A vidám parkban        |
| 1979/4  | A kései látogató       |
| 1979/5  | A haspókok lázadása    |
| 1979/6  | Az ezred vége          |
| 1979/7  | Füstbe ment találkozó  |
| 1979/8  | Törvény előtt          |
| 1979/9  | A titokzatos idegen    |
| 1979/10 | Összefogásban az erő   |
| 1979/11 | A különös keverék      |
| 1979/12 | A győzelem             |
| 1980/1  | Cseles csínyek         |

| Sorszám | Szám címe            |
| ------- | -------------------- |
| 1980/2  | Csali csárda         |
| 1980/3  | Gombócos Fáni        |
| 1980/4  | A gombócfaló verseny |
| 1980/5  | A csapda             |
| 1980/6  | A rajtaütés          |
| 1980/7  | A boszorkánykonyha   |
| 1980/8  | A párizsi kaland     |
| 1980/9  | Bajban a három manó  |
| 1980/10 | A kötélhágcsó        |
| 1980/11 | Fény a toronyban     |
| 1980/12 | A búvóhely           |
| 1981/1  | A komédia vége       |

| Sorszám | Szám címe                   |
| ------- | --------------------------- |
| 1981/2  | Az időalagút                |
| 1981/3  | A márki foglya              |
| 1981/4  | A bájital                   |
| 1981/5  | A rászedett márki           |
| 1981/6  | A kalózok támadása          |
| 1981/7  | Utazás a hordóban           |
| 1981/8  | Csetepaté márki újabb csele |
| 1981/9  | A titok nyitja              |
| 1981/10 | A meglelt kincs             |
| 1981/11 | Kecskekaland                |
| 1981/12 | Baljós fordulat             |
| 1982/1  | Az életmentő oroszlán       |

| Sorszám | Szám címe              |
| ------- | ---------------------- |
| 1982/2  | A csodálatos gyógyulás |
| 1982/3  | A karavánszeráj        |
| 1982/4  | Veszedelmes ösvényeken |
| 1982/5  | Rablók markában        |
| 1982/6  | Cirkuszi játékok       |
| 1982/7  | Zűrzavar az arénában   |
| 1982/8  | Jumbo a barlangban     |
| 1982/9  | A füstbe ment ünnepség |
| 1982/10 | A titkos folyosó       |
| 1982/11 | Csetepaté kalóznak áll |
| 1982/12 | A fekete bárka         |
| 1983/1  | A kalózok szigete      |

| Sorszám | Szám címe           |
| ------- | ------------------- |
| 1983/2  | Dzsinn a palackban  |
| 1983/3  | Vissza az időben    |
| 1983/4  | A rajtaütés         |
| 1983/5  | A varjúfogta ökör   |
| 1983/6  | A faodú foglya      |
| 1983/7  | A próba             |
| 1983/8  | Távoli célok felé   |
| 1983/9  | A krokodilus hátán  |
| 1983/10 | Az alku             |
| 1983/11 | A kincskeresők      |
| 1983/12 | A nagy találkozás   |
| 1984/1  | A biztos rejtekhely |

| Sorszám | Szám címe                        |
| ------- | -------------------------------- |
| 1984/2  | Naszreddin Hodzsa igazságot tesz |
| 1984/3  | A csodatévő pajzs                |
| 1984/4  | Váratlan fürdő                   |
| 1984/5  | Pisztránglakoma                  |
| 1984/6  | Talált pénz                      |
| 1984/7  | Titokzatos idegenek              |
| 1984/8  | A gyémántszemű szobor            |
| 1984/9  | Elefántszöktetés                 |
| 1984/10 | Hajsza az őserdőben              |
| 1984/11 | Amazonok fogságában              |
| 1984/12 | A csodálatos hírnökök            |
| 1985/1  | A tűzvész                        |
| 1985/2  | A különleges léghajó             |
| 1985/3  | A kapzsi maharadzsa              |
| 1985/4  | A kéretlen leánykérés            |
| 1985/5  | Gyémántbánya a sivatagban        |
| 1985/6  | Az ezeréves gálya                |
| 1985/7  | Jó széllel előre                 |
| 1985/8  | Égszakadás, földindulás          |
| 1985/9  | Cselre csel                      |
| 1985/10 | Ég az erőd                       |
| 1985/11 | A lerántott lepel                |
| 1985/12 | Az életmentő kecske              |
| 1986/1  | Alex, a király                   |

| Sorszám | Szám címe                    |
| ------- | ---------------------------- |
| 1986/2  | A titokzatos barlanglakó     |
| 1986/3  | A jeti megjelenik            |
| 1986/4  | A bűvészmutatvány            |
| 1986/5  | A varázsgömb                 |
| 1986/6  | Bűvész bajban                |
| 1986/7  | Az elcserélt köntösök        |
| 1986/8  | A tigriscsapda               |
| 1986/9  | Az elveszett játszma         |
| 1986/10 | A vad elefánt megszelídítése |
| 1986/11 | Az álnok kincstárnok         |
| 1986/12 | Fölrobban a csodagömb        |
| 1987/1  | A próbatétel                 |

| Sorszám | Szám címe                |
| ------- | ------------------------ |
| 1987/2  | A titkok háza            |
| 1987/3  | A balkezes elefántvadász |
| 1987/4  | A csodamasina            |
| 1987/5  | Lehull a lepel           |
| 1987/6  | Haramiák egymás közt     |
| 1987/7  | Az aranyoszlop           |
| 1987/8  | Füstbe ment remények     |
| 1987/9  | Veszélyes vizeken        |
| 1987/10 | Az Állatok Ura           |
| 1987/11 | Fény a rompalotában      |
| 1987/12 | Az ostrom                |
| 1988/1  | Boldog befejezés         |

| Sorszám | Szám címe                   |
| ------- | --------------------------- |
| 1988/2  | A leányrabló kalózok        |
| 1988/3  | Tenger alatti hajtóvadászat |
| 1988/4  | A kalózok fészke            |
| 1988/5  | Az áruló topánka            |
| 1988/6  | Csapdában a manók           |
| 1988/7  | Az elmaradt kihallgatás     |
| 1988/8  | Meghiúsult menyegző         |
| 1988/9  | A hajsza vége               |
| 1988/10 | A kincsesládikó             |
| 1988/11 | Csifi-Csufi bajban          |
| 1988/12 | A kalózok lázadása          |
| 1989/1  | Egymásra talál a mátkapár   |

| Sorszám | Szám címe                     |
| ------- | ----------------------------- |
| 1989/2  | A pórul járt követek          |
| 1989/3  | A csodálatos repülés          |
| 1989/4  | A szamurájok völgye           |
| 1989/5  | A kék hal titka               |
| 1989/6  | A kelepce                     |
| 1989/7  | Aranypénz aranyat ér          |
| 1989/8  | Anyámasszony katonája         |
| 1989/9  | Dugába dőlt dalnokverseny     |
| 1989/10 | Csetepaté a császári udvarban |
| 1989/11 | A rejtelmes rekesz            |
| 1989/12 | Kalamajka a kardok körül      |
| 1990/1  | A tűzvarázs                   |

| Sorszám | Szám címe                 |
| ------- | ------------------------- |
| 1990/2  | Vihar kerekedik           |
| 1990/3  | A szellemhajó             |
| 1990/4  | A fedőnév: Tengeri Szörny |
| 1990/5  | Az áruló várúr            |
| 1990/6  | Üres a sasfészek          |
| 1990/7  | Bátor elhatározás         |
| 1990/8  | Megváltozott útirány      |
| 1990/9  | Hajsza a tengeren         |
| 1990/10 | Veszélyek közt            |
| 1990/11 | Pánik Kyotóban            |
| 1990/12 | Az Esőisten               |
| 1991/1  | Kamikaze                  |

| Sorszám | Szám címe           |
| ------- | ------------------- |
| 1991/2  | Új kalandok         |
| 1991/3  | A jóslat            |
| 1991/4  | Szerencsés fordulat |
| 1991/5  | Furcsa szokások     |
| 1991/6  | A szökés            |
| 1991/7  | Elfújta a szél      |
| 1991/8  | A sárkány-csoda     |
| 1991/9  | Elárulva és eladva  |
| 1991/10 | Biztos kezekben     |
| 1991/11 | A kolostor titka    |
| 1991/12 | Az utolsó lázadó    |
| 1992/1  | Váratlan befejezés  |

| Sorszám | Szám címe                |
| ------- | ------------------------ |
| 1992/2  | A nagy ugrás             |
| 1992/3  | Kard vagy kereszt        |
| 1992/4  | Hanyatt-homlok           |
| 1992/5  | Kísértet a kolostorban   |
| 1992/6  | A lovaggá ütés           |
| 1992/7  | A nagy égiháború         |
| 1992/8  | Tömlöcben                |
| 1992/9  | Az istenítélet           |
| 1992/10 | Az ismeretlen megmentő   |
| 1992/11 | A legnanói csata         |
| 1992/12 | Kellemetlen találkozások |
| 1993/1  | Forró nyomon             |
| 1993/2  | Halálos csapda           |
| 1993/3  | A gonosz diadala         |
| 1993/4  | Égszakadás, földindulás  |
| 1993/5  | A pokolra szállás        |
| 1993/6  | Veszedelmes viszonyok    |
| 1993/7  | Az oroszlán barlangjában |

| Sorszám | Szám címe           |
| ------- | ------------------- |
| 1993/8  | A fekete bálna      |
| 1993/9  | Előttünk az újvilág |

| Sorszám | Szám címe                 |
| ------- | ------------------------- |
| 1993/10 | Látogatás a császárnál    |
| 1993/11 | Hetzel boszorkányüldözése |
| 1993/12 | Nincs visszatérés         |

| Sorszám | Szám címe             |
| ------- | --------------------- |
| 1994/1  | A sárkányok völgyében |
| 1994/2  | Tűz a hegyben         |

| Sorszám | Szám címe                   |
| ------- | --------------------------- |
| 1       | Az Akropolisz árnyékában    |
| 2       | Az aknába zárva             |
| 3       | Abrax kerülő úton           |
| 4       | A per                       |
| 5       | Fatális tévedés             |
| 6       | A Szent kő nyomában         |
| 7       | Spárta karmaiban            |
| 8       | Hamis gyanú                 |
| 9       | Athén kulisszái mögött      |
| 10      | Utazás a jósdához           |
| 11      | A fekete obeliszk           |
| 12      | Cápakaland                  |
| 13      | Az olimpiai béke            |
| 14      | Piszkos üzletek             |
| 15      | Szökés Krétára              |
| 16      | A Minotaurus labirintusában |

| Sorszám | Szám címe                                                                       |
| ------- | ------------------------------------------------------------------------------- |
| 17      | Megérkezés Egyiptomba                                                           |
| 18      | Pánik a Níluson                                                                 |
| 19      | A piramis titka                                                                 |
| 20      | A piramis titka (nyomdahiba miatt ugyanaz a cím került rá, mint a 19-es számra) |
| 21      | Démonok                                                                         |
| 22      | Végzetes bonyodalmak                                                            |
| 23      | A szöktetés                                                                     |
| 24      | A sivatagi verseny                                                              |
| 25      | Kellemetlen meglepetések                                                        |
| 26      | A sivatagi erőd                                                                 |
| 27      | Abrax és a negyven rabló                                                        |
| 28      | Dr. Tokszin szigete                                                             |
| 29      | A csendes Don                                                                   |
| 30      | Város lángokban                                                                 |
| 31      | Abrax látomása                                                                  |
| 30      | A felkelők szigete (nyomdahiba miatt 30-as sorszám került rá 32-es helyett)     |
| 33      | A templom                                                                       |
| 34      | Az arany kalitka                                                                |
| 35      | Istenek alkonya                                                                 |
| 36      | Az elveszett barát                                                              |
| 37      | A tüzes tutaj                                                                   |

| Sorszám | Szám címe                         |
| ------- | --------------------------------- |
| 38      | Közjáték a fogadóban              |
| 39      | Roncalprado kísértete             |
| 40      | Duci Juci utolsó lövése           |
| 41      | Végzetes találkozások             |
| 42      | Bor, hazugság és álszakáll        |
| 43      | Kísértethajó                      |
| 44      | Kaland a tengeren                 |
| 45      | A kalózok szigete                 |
| 46      | Megérkezés az Újvilágba           |
| 47      | Widó fantasztikus kalandja        |
| 48      | Város a fák között                |
| 49      | Eldoradó leigázása                |
| 50      | Spanyol tűz                       |
| 51      | Califax megkerül                  |
| 52      | Emberevők földjén                 |
| 53      | A titokzatos hajóroncs            |
| 54      | Az arany városa                   |
| 55      | Misszió az Andokban               |
| 56      | A kalóz, az ágyú és az aranyember |
| 57      | Lima kifosztása                   |
| 58      | A Tűzokádó bukása                 |
| 59      | A jégpokol foglyai                |
| 60      | A gonosz árnyékában               |
| 61      | Medvékkel táncoló                 |
| 62      | Csetepaté márki titka             |
| 63      | Hajsza Angliában                  |
| 64      | Pénzt vagy szerelmet              |
| 65      | A palack szelleme                 |

| Sorszám | Szám címe                         |
| ------- | --------------------------------- |
| 66      | Orient Express                    |
| 67      | Kódolt távirat                    |
| 68      | Ember a vízben!                   |
| 69      | A gonosz arca                     |
| 70      | Halálos iramban                   |
| 71      | A magyar pusztán                  |
| 72      | Teknős hadművelet                 |
| 73      | Kettős emberrablás                |
| 74      | Farkasok között                   |
| 75      | A maharadzsa                      |
| 76      | Konstantinápolyi éjszakák         |
| 77      | Yeralti taktikát vált!            |
| 78      | Brünhilda két arca                |
| 79      | Rácsok mögött                     |
| 80      | Találkozás a keresztes lovagokkal |
| 81      | Loftus kincse                     |
| 82      | A három manó új vizekre evez      |

| Sorszám | Szám címe                                                         |
| ------- | ----------------------------------------------------------------- |
| 83      | Érkezés az Újvilágba                                              |
| 84      | A Hudson folyó partjain                                           |
| 85      | U. S. A. - Itt vagyunk!                                           |
| 86-87   | Szemfényvesztés a "Blue Moon"-ban, Manhattani bevetés (duplaszám) |
| 88      | Bűnözés és egyéb apróságok                                        |
| 89      | Nagy titok                                                        |
| 90      | Aljas játék hamis lapokkal                                        |
| 91      | Mi újság az alvilágban?                                           |
| 92      | *MAFFIA* Virsli puskával                                          |
| 93      | Véletlen hősök                                                    |
| 94      | A legjobb társaságban                                             |
| 95      | Hajszál híján                                                     |
| 96      | Ketten egy irányba                                                |
| 97      | Meglepő találkozás                                                |
| 98      | Kísérteties kiruccanás                                            |
| 99      | Repül a... repül a... (nyomdahiba miatt lemaradt a 99-es sorszám) |
| 100     | Titkos küldetésben                                                |
| 101     | Minden perc számít!                                               |
| 102     | A rémület völgye                                                  |

A magyar és a német sorszámozás eltérései:
- Mozaik - Magyar sorszám: 1976/2-1990/7 = 174 füzet (Valódi sorszám: 1-174)
- Mozaik - Magyar sorszám: 1990/8-1992/2 (Megjelenés: 2005-2007, gyűjtői sorozat) = 18 füzet (Valódi sorszám: 175-192)
- Mozaik - Magyar sorszám: 1992/3-1994/2 (Megjelenés: 2008-2010, gyűjtői sorozat) = 25 füzet (Eredeti német számozás szerint: 193-217)
- Mozaik - Magyar sorszám: 1-102 (Megjelenés: 2001-2010) = 101 füzet /1 duplaszám/ (Eredeti német számozás szerint: 218-319)

## Abrafax könyvek
A Mozaik újságok gyűjteményes sorozata, a kezdetektől kiadott Abrafax számokkal; 0-19 (2006-2011)
| Sorszám | Kötet címe               |
| ------- | ------------------------ |
| 0       | In vitro veritas         |
| 1       | Dalmácia                 |
| 2       | A fogadás                |
| 3       | A selyemzsinór           |
| 4       | Rabszolgaszabadítás      |
| 5       | Velencei intrikák        |
| 6       | A komédia vége           |
| 7       | Ruha teszi az embert     |
| 8       | Ludas Matyi nyomában     |
| 9       | Califax herceg           |
| 10      | Irány Magyarország       |
| 11      | Várfogság                |
| 12      | A kuruc győzelem         |
| 13      | Bajor specialitások      |
| 14      | A párizsi levegő         |
| 15      | Átkelés a Pireneusokon   |
| 16      | Don Alfonzó kincse       |
| 17      | Rabszolgavásár           |
| 18      | Az oroszlán barlangjában |
| 19      | A sivatagi rablók        |

## Digedag könyvek
A Digedag sorozat gyűjteményes kiadása, nem szigorú időrendben; 1- (2005-)
| Sorszám | Kötet címe                          |
| ------- | ----------------------------------- |
| 1       | Digedagék keleti kalandja           |
| 2       | Repülő szőnyegek                    |
| 3       | A szép Fatima                       |
| 4       | A tojáskörhinta                     |
| 5       | Elvarázsolt hordók                  |
| 6       | A golyós trükk                      |
| 7       | Különlegességek tárháza             |
| 8       | Lord Groggy tortája                 |
| 9       | Az elveszett gőzgép                 |
| 10      | A sisakcsúcs                        |
| 11      | A tűzijáték                         |
| 12      | A Vasfóka                           |
| 13      | Kóborlovag Velencéből               |
| 14      | Digedag nyomában                    |
| 15      | A dalmát hegyek között              |
| 16      | Kaland a Boszporusznál              |
| 17      | Esküvő Bizáncban                    |
| 18      | Pordoszeléné szigetén               |
| 19      | Nászajándék Zulejkának              |
| 20      | A kincses sziget felé               |
| 21      | Digedag megkerül                    |
| 22      | Irgum-Burgum nagy órája             |
| 23      | Digedagék Amerikában                |
| 24      | Digedagék a Mississippin            |
| 25      | Digedagék a kalózok között          |
| 26      | Digedagék az indiánok között        |
| 27      | Digedagék a Sziklás-hegység lábánál |
| 28      | Digedagék és Vörös Felhő főnök      |
| 29      | Digedagék New Orleansban            |
| 30      | Digedagék St. Louisban              |
| 31      | Digedagék a Missourin               |
| 32      | Digedagék és a gőzorgona            |
| 33      | Digedagék és az aranykincs          |
| 34      | Digedagék Panamában                 |
| 35      | Digedagék a kalózok szigetén        |
| 36      | Digedagék és a Tengerek sárkánya    |
| 37      | Digedagék New Yorkban               |
| 38      | Hajsza az aranyért                  |

## Mozaik albumok
- Digedagék Amerikában (1987)
- Detektív Palánták (2001)
- Na még egyszer, Robin! (Az Abrafaxox és Robin Hood) (2002)
- Kongó (2003)
- Vitorlát fel, Robin (2006)
- Mozaik Nagykönyv - 2006

## Külső hivatkozások
- Magyar Mozaik hivatalos honlap
- Magyar Mozaik
- Official Abrafaxe Homepage (in German)
- Official Digedags Homepage (in German)
- Mosaik Online Fanzine
- Mosapedia
- A magyar Mozaik füzetek a db.kepregeny.net oldalon
- Mozaik albumok a db.kepregeny.net oldalon[halott link]
- Gyűjtői Mozaik füzetek a db.kepregeny.net oldalon[halott link]
- Abrafaxe könyvek a db.kepregeny.net oldalon[halott link]